# La Superba (cruise-ferry)
La Superba est un cruise-ferry construit entre 2001 et 2002 par les Nuovi Cantieri Apunia, à Marina di Carrara en Italie pour l'armateur Grandi Navi Veloci. Il a pour sister-ship La Suprema, mis en service un an après lui.

## Histoire

### Origines et construction
Au début des années 2000, la compagnie Grandi Navi Veloci, filiale du groupe italien Grimaldi, commande deux nouveaux cruise-ferries. L'un, baptisé La Superba est destiné à la ligne Gênes - Olbia tandis que le second, nommé La Suprema naviguera entre Gênes et Palerme. Les sister-ships sont construits par les Nuovi Cantieri Apunia de Marina di Carrara, la construction de La Superba commence en 2000 avec la pose de la quille, son lancement a lieu en juin 2001. Il réalise ses essais en mer le 5 décembre 2001 puis est livré à son armateur en mars 2002. À leurs mise en service, La Superba et son jumeau sont les plus grands car-ferries de la Méditerranée et le resteront jusqu'en 2008.

### Service
La Superba mis en service en mars 2002 entre Gênes et Olbia. Le navire et son sister-ship seront par la suite employés sur les autres lignes de Grandi Navi Veloci, notamment Gênes - Palerme. Occasionnellement, La Superba est utilisé pour des mini-croisières en Méditerranée.

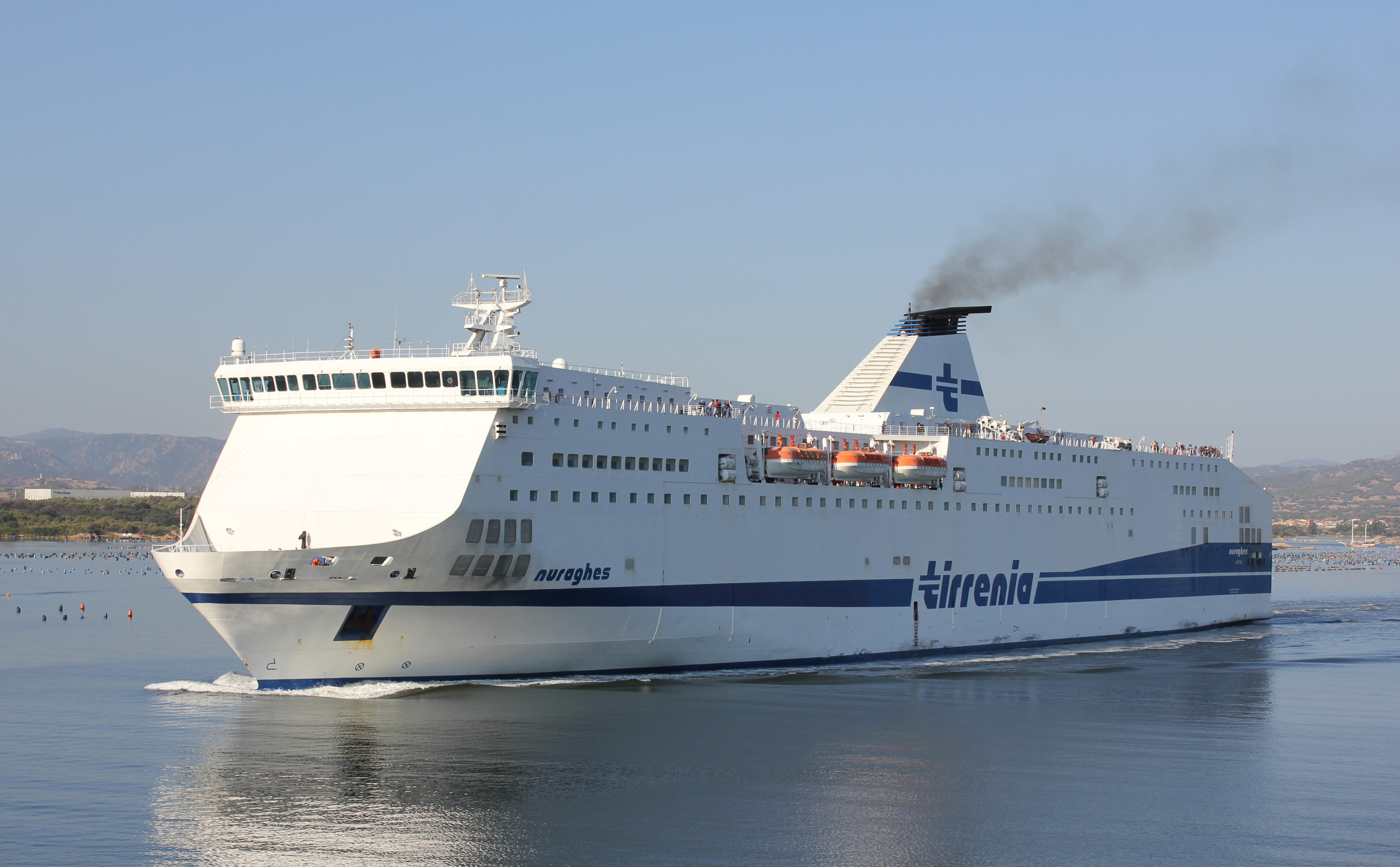
Le 17 septembre 2004, La Superba heurte le Nuraghes dans le port d'Olbia.

Le 17 septembre 2004 vers 20h00, le cruise-ferry entre en collision avec le Nuraghes de la compagnie Tirrenia alors qu'il effectue sa manœuvre d'accostage dans le port d'Olbia. Le Nuraghes est endommagé au niveau de la proue, de la passerelle et d'une partie de la poupe ; une embarcation de sauvetage est détruite ainsi que des radeaux de survie. Le commandant de La Superba est tenu pour responsable de l'accident pour avoir refusé l'assistance d'un remorqueur en dépit de la mauvaise météo.
En février 2008, GNV signe un accord avec la société vietnamienne Vinashin shipping company pour l'acquisition de La Superba et de son jumeau à la fin de l'été. Cependant, le coût d'exploitation élevé des deux navires dissuadent finalement l'acheteur vietnamien et la transaction est annulée.
Le 22 décembre 2009, alors que La Superba est amarré au port de Gênes, un incendie se déclare dans la salle des machines. Le sinistre est rapidement maîtrisé puis éteint par l'équipage et les 1 570 passagers en partance pour Palerme sont transférés sur un autre navire de la compagnie,.
En août 2014, le navire est victime d'un black-out dans le port de Gênes alors qu'il réalise sa manœuvre d'accostage, l'équipage parvient cependant à rétablir le courant avant que le cruise-ferry ne percute le quai.
En 2016, La Superba est repeint aux nouvelles couleurs de Grandi Navi Veloci avec le logo peint en lettres géantes sur la coque.
Le 14 janvier 2023, alors qu’il est en cours de chargement dans le port de Palerme, La Superba est victime d’un incendie vraisemblablement parti d’un camion frigorifique. Plusieurs heures sont nécessaires pour arrêter le sinistre, qui nécessite l’intervention de 12 camions et 34 pompiers, et le navire est très lourdement endommagé, mais aucun blessé n’est à déplorer. Il est prévu de faire réparer le ferry par le chantier naval Fincantieri de Palerme, avec un retour en service à l’été 2023, mais les travaux ne sont finalement pas entrepris. En juin 2024, il est déclaré perte totale et devrait être vendu, vraisemblablement à la casse.
Le 23 juillet 2025, La Superba quitte le port de Palerme, remorqué par le MSC Dragon, pour son dernier voyage à destination d'Aliaga en Turquie.

## Aménagements

### Locaux communs
La Superba propose à ses passagers des installations diverses et variées pendant la traversée principalement situées sur les ponts 7, 8, 9 et 10. Le navire possède cinq bars, trois espaces de restauration, une piscine (deux à l'origine, mais l'une d'entre elles est supprimée lors d'une refonte en 2015), deux boutique, un casino, une discothèque, un centre de bien être, un espace de jeux vidéo, une salle de jeux pour enfants, deux salons fauteuils et un centre de conférences. certaines de ces installations peuvent parfois être fermées durant les traversées.
Parmi les installations du navire, on retrouve :
- Le Superba Lounge : Le vaste bar-salon principal situé à la proue du navire sur le pont 8, des divertissements y sont proposés suivant les traversées ;
- Le Plaza Arcade : Le piano-bar situé au pont 7 au milieu du navire ;
- Le Blue Horizon : Le bar chic situé sur le pont 9 à la proue ;
- Le Bar Lido : Le bar-piscine situé à au milieu du navire sur le pont 9 ;
- Le Ocean Cafè : Le bar-piscine extérieur situé au milieu sur le pont 9 ;
- Le Sky Club : Le bar-discothèque situé sur le pont 10 ;
- Le Mosaico Italiano : Le restaurant self-service situé vers la poupe sur le pont 7 ;
- Le Chandelier : Le restaurant du navire situé à la poupe sur le pont 7 ;
- Le Capriccio : Restaurant convertible situé vers la poupe sur le pont 7 ;
- Le Bazaar Chic et le GNV Point : Les galeries marchandes du navire situées au milieu du pont 7 ;
- Le Dream Machine : le casino situé au milieu du pont 7 près du bar salon Plaza Arcade ;
- Les salons fauteuils : Dénommés Capri et Portofino, ils sont situés sur les ponts 5 et 4 à la poupe du navire et sont à la disposition des passagers n'ayant pas de cabines.

### Cabines
La Superba possède 567 cabines situées sur les ponts 6, 7, 8 et 10. Pouvant loger jusqu'à quatre personnes et toutes pourvues de sanitaires complets, 37 d'entre elles sont des suites de luxe et quatre sont prévues pour accueillir les personnes à mobilité réduite.

## Caractéristiques
La Suprema mesure 211,50 mètres de long pour 30,40 mètres de large, son tirant d'eau est de 7,50 mètres. Sa jauge brute est de 49 257 UMS. Le navire peut embarquer 2 920 passagers et possède un garage pouvant contenir 984 véhicules répartis sur 4 niveaux et accessible par trois portes-rampes arrières. Il est entièrement climatisé. Il possède 4 moteurs diesel semi rapides Wärtsilä de type 16V46C, développant une puissance de 67 200 kW entraînant deux hélices à pales orientables Lips faisant filer le bâtiment à plus de 28 nœuds. Il est en outre doté de deux propulseurs d'étrave et d'un stabilisateur anti-roulis à deux ailerons repliables. Le navire est pourvu de huit embarcations de sauvetages fermées de grande taille, de nombreux radeaux de survie, une embarcation de secours et une embarcation semi-rigide complètent les dispositifs de sauvetage.

## Lignes desservies
Pour le compte de Grandi Navi Veloci, La Superba a assuré les lignes Gênes - Olbia, Gênes - Palerme et Gênes - Tunis en haute saison.